# 津山薬品
津山薬品有限会社（つやまやくひん）は、医薬品・一般用医薬品の卸売を中心とする日本の企業であった。現在は東邦薬品グループの一社「セイナス」である。

## 概要
- 本社：岡山県津山市伏見町12
- 代表取締役社長　松永五美
- 資本金　2,000万円

## 沿革
- 昭和33年「津山薬品有限会社」設立
- 昭和39年12月岡山市の「明和薬品」・倉敷市の「ダテ薬局」卸部門・津山市の「津山薬品」が合併し岡山市に「新和薬品株式会社」設立